# A Tale of the Wilderness
A Tale of the Wilderness è un cortometraggio muto del 1912 diretto da David W. Griffith. Adattamento cinematografico di un romanzo di James Fenimore Cooper, il film venne prodotto dalla Biograph Company.
Fu l'esordio sullo schermo della sedicenne Muriel Ostriche. Il ruolo del pellerossa era interpretato da Dark Cloud, capo della tribù degli Abenaki, attore in numerosi film di Griffith.

## Produzione
Il film fu prodotto dalla Biograph Company e venne girato a Coytesville, New Jersey.

## Distribuzione
Distribuito dalla General Film Company, il film - un cortometraggio in una bobina - uscì nelle sale cinematografiche statunitensi l'8 gennaio 1912. Ne venne fatta una riedizione che fu distribuita il 9 ottobre 1916.
Non si conoscono copie ancora esistenti della pellicola che viene considerata presumibilmente perduta.